# Plecia lateralis
Plecia lateralis är en tvåvingeart som beskrevs av Hardy 1940. Plecia lateralis ingår i släktet Plecia och familjen hårmyggor. Inga underarter finns listade i Catalogue of Life.